# Dioklecijan
Dioklecijan, (lat. Gaius Aurelius Valerius Diocletianus; Gaj Aurelije Valerije Dioklecijan), (Salona, 22. prosinca 245. - palača kraj Salone, 3. prosinca 316.) bio je rimski car (284. – 305.).

## Sažeti životopis
Zapovijedao je vojskom u Meziji, zatim carskom gardom, a nakon Numerijanove smrti proglašen carem (284.). Iduće godine imenovao je svojega prijatelja Maksimijana cezarom, a 286. augustom i suvladarom, predavši mu na upravu zapadni dio Carstva. Osiguravši granice države na Eufratu i u Siriji, uzeo je 293. sebi za suvladara i cezara Galerija, kojemu je dao kćer Valeriju za ženu; istodobno je i Maksimijan za svojega suvladara i cezara proglasio Konstancija I. Time je u državi provedena tetrarhija (četverovlađe): Dioklecijan je izravno upravljao azijskim dijelom države i Egiptom, Galerije Balkanskim poluotokom i Podunavljem, Maksimijan Italijom, Recijom, Hispanijom i Afrikom, a Konstancije I. Galijom i Britanijom.
Senat je izgubio vlast, a Rim nije više bio glavni grad Carstva. Zakone, koji su vrijedili za cijelo Carstvo, izdavala su zajednički sva četiri vladara. Dioklecijan je vladao apsolutistički i, po orijentalnom uzoru, uveo strog dvorski ceremonijal. Posebno je važna njegova reformska djelatnost, kojoj je bila svrha da gospodarstveno i politički učvrsti Carstvo. Državu je podijelio na 12 dijeceza (101 provincija).
Italiji je oduzeo dotadašnji povlašteni položaj glede plaćanja poreza, sredio financije i porezni sustav, preuredio novčani sustav, preustrojio vojsku, donio zakon o maksimiranju cijena živežnih namirnica i usluga (Dioklecijanov edikt o cijenama, 301.). Za njegove vladavine razvijala se u Carstvu i znatna građevinska djelatnost (terme u Rimu, ceste, utvrde, Dioklecijanova palača).
U početku tolerantan prema kršćanima, Dioklecijan je poslije objavio četiri edikta (napose je važan onaj iz 303.) na temelju kojih je izvršen posljednji, najveći i najkrvaviji progon kršćana u Rimskom Carstvu, u kojem su stradali brojni kršćani, među kojima su mnogi poznati sveci (sv. Dujam, sv. Florijan, sv. Stošija, sv. Lucija, Sveta Katarina Aleksandrijska,  sv. Agneza Rimska, sv. Eufemija, sv. Filomena, sv. Euzebije i Polion, sv. Margareta, sv. Kancijan, sv. Demetrije Srijemski, sv. Pankracije, sv. Denis i brojni drugi). Oboljevši u svojoj prijestolnici Nikomediji, 305. se dobrovoljno (s Maksimijanom) odrekao vlasti kao prvi i jedini rimski car, i povukao u svoju palaču nedaleko od Salone, gdje je i umro.

## Političke prilike u Carstvu prije Dioklecijana
3. stoljeće bilo je stoljeće loma za Rimski imperij. Nasilnom smrću cara Aleksandra Severa, 235. godine, propada građanska vlast i na sve strane se javljaju pretendenti na prijestolje podržani od vojnih jedinica kojima zapovijedaju. To razdoblje poznato je u povijesti kao "vojna anarhija" ili "anarhija III. stoljeća". Rimljani idu na Rimljane dok s granica stižu zabrinjavajuće vijesti. Uzduž Rajne i Dunava stvaraju se federacije Franaka i Alemana, Goti su stigli na donji Dunav, a na istoku je srušena vlast Parta i uspostavljena nova centralizirana perzijska država.
Svi vojnički odabrani carevi (priznati i nepriznati) od Maksimina Tračanina 235. godine, do Dioklecijana 284.godine, zajedničke se spominju kao "trideset tirana" i većina njih je bila porijeklom s Balkanskog poluotoka. U to doba priznati car je u prosjeku vladao 3 godine prije nego što bi bio ubijen ( najviše je vladao Galijen, od 253. do 268., a negativni rekorder je Florijan koji je 276. godine vladao punih 88 dana).
Do 251. godine carstvo se uglavnom odupiralo stranim najezdama, no te godine car Decije upada u klopku gotskog kralja Knive kod Abritusa i gine skupa s cijelom vojskom. Nevolje se nakon toga redaju jedna za drugom. Perzijanci vrše sve jači pristisak na Istoku. Perzijski kralj Šapur I. 253. godine anektira cijelu Siriju i zauzima Antiohiju. Godine 253. carevi postaju Valerijan i njegov sin Galijen. Valerijan daje sinu Zapad na upravljanje, a on se okreće Istoku i Perzijancima. U početku je imao uspjeha vrativši Antiohiju, no 257. godine, horde Gota upadaju u Malu Aziju (barbarske flote su stigle sve do Atene koju su opljačkali). 259. godine pošao je s vojskom braniti grad Edesu na Eufratu od Perzijanaca. Njegova vojska bila je znatno oslabljena zbog epidemije. Pokušao je pregovarati s Perzijancima, no prevarom je uhvaćen i ubijen 260. godine. Priča kaže da je bio ponižavan tako što je koristio Šapuru kao stolac preko kojeg se kralj penjao na konja. Pošto su ga ubili, oderali su mu kožu i napunili je slamom da plaši Rimljane. Za to vrijeme na Zapadu barbari se pokreću, Franci stižu sve do Taragone u Španjolskoj, a Alemani zauzimaju rimski teritorij poznat kao "agri decumates" između Dunava i Rajne, te ih Galijen uspija suzbiti tek kod Milana 260. godine. U Galiji Postum proglašava Galsko carstvo, te otima Galijenu Španjolsku, Galiju, rimsku Germaniju i Britaniju. Vladaru grada Palmire, Odenatu, daje Galijen Istok na upravljanje pd uvjetom da ga čuva od Perzijanaca (Odenat je u tome imao uspjeha). Odenata je naslijedila njegova žena Zenobija. Pritisnut sa svih strana Galijen je uvidio da treba reformirati vojsku pa počinje stvarati konjičke korpuse kao brze mobilne jedinice koje će moći odgovoriti na učestale prijetnje. Period u umjetnosti i kulturi za vrijeme Galijena nazvan je Galijenova renesansa. On je također prvi od careva počeo dijeliti vojnu od civilne vlasti. Galijen je ubijen 268. godine i nasljeđuje ga Klaudije II. (Gotski).  Goti skupa s Herulima okupljaju 300000 ratnika i 2000 transportnih brodova, te napadaju carstvo. Kod Niša, 269. godine, Klaudije II. uništava gotsku vojsku (50000 mrtvih barbara) i tada dobiva nadimak Gotski. 270. godine Klaudije II umire od kuge, a nasljeđuje ga Aurelijan. On će u samo 5 godina koliko je vladao odbiti barbarske navale, srušiti Palmiru i vratiti Istok Rimu, a na zapadu uništiti Galsko carstvo. Aurelijan je sagradio zidine oko Rima, prvi je imperator koji je počeo koristiti orijentalne vladarske oznake - dijademu (svilena traka oko glave ukrašena dragim kamenjem) od koje se poslije razvila kraljevska kruna. Prvi se od careva proglasio Gospodarom i Bogom (Dominus et Deus), te je uveo kult štovanja Nepobjedivog Sunca (Sol Invictus). Od njega je Dioklecijan, koji je tada bio general, učio. Godine 275. Aurelijan je ubijen, a nasljeđuju ga Tacit (275-276), Florijan (276), Prob (276-282), Kar (282-283), a Kara njegovi sinovi od kojih Zapadom vlada Karin (283. – 285.), a Istokom Numerijan (283-285).
Godine 285. vojska je igrom slučaja za cara izabrala čovjeka kojega pisci tog doba nazivaju VIR REI PUBLICAE NECESSARIUS (čovjek neophodan rimskoj državi). Ime mu je bilo Gaius Aurelius Valerius Diocletianus.

## Životopis

### Vojna karijera
Gaius Aurelius Valerius Diocletianus rođen je kao Diokles (ime potječe iz grčke mitologije, heroj grada Megare koji se žrtvovao da spasi svoga druga), vjerojatno 236./237. godine, no uz te godinu spominju se i 225., 239., 243., 245. i 246. godina kao godine njegovog rođenja.
Danas se smatra da je rođen u okolici antičkog grada MARTIA IULIA VALERIA SALONA FELIX, tj. današnjeg Solina, premda postoje podaci koji njegovo mjesto rođenja sele u rimski grad Duklju, u današnju Crnu Goru. Zbog gradnje palače iz koje je izrastao današnji Split pretpostavlja se da je Dalmacija njegov rodni kraj. No i ovo treba uzeti s oprezom jer je Dioklecijanov suvladar Maksimijan svoju palaču u koju je otišao nakon abdikacije sagradio na Siciliji premda je rođen u Sirmiumu (današnja Srijemska Mitrovica).
Smatra se da je Diokles bio niskog roda, sin pisara ili nekog činovnika. Mnogi crkveni rukopisi povezuju ga s brojnim kršćanskim mučenicima koji su mu navodno bili rod, spominju se papa Kajo, biskup Gabinije i sveta Suzana, a i njegova žena Priska i kćer Valerija bile su kršćanke. Čak se navodi da su kršćani zaslužni što je dobio prijestolje. Iz ovoga svega upravo je čudno što je on pri kraju života preko nekoliko edikata otvorio lov na kršćane. Evo kako kroničari opisuje Dioklesa: "Bio je visokog stasa i plavih očiju. Škrt na riječima. Istakao se kao misaoni vladar, na neki način mistični intelekualac, uravnotežen u svojim postupcima, odlučan u namjerama, pristalica stoičke filozofije. Osobnim primjerom njegovao je stari rimski moral i vrline". Na kasnijim novčićima s kraja njegove vladavine vidi se mršav i bolestan čovjek (navodno je patio od reume). Dioklecijan je bio jako pobožan. Bio je metodičan vojskovođa koji je tražio pobjedu, a ne slavu.
Diokles je izabrao vojnički poziv kao zanimanje. U to vrijeme carstvo je bilo u neprestanoj potrazi za regrutima. Naime novačenje se moglo izbjeći ako bi se platila određena novčana suma, pa su oni imućniji to sve češće koristili kako bi izbjegli vojnu službu. Od uplaćenog novca carevi su regrutirali barbarske ratnike što će se kasnije pokazati pogubnim po carstvo pošto su barbari naučili rimske metode ratovanja. Vjerojatno je u vojnu službu stupio za vrijeme cara Galijena služeći u nekoj od konjičkih postrojba. U to vrijeme su konjanici iz rimske provincije Dalmacije bili na glasu u carstvu. Među rimskim postrojbama se spominju COHORS I DELMATARUM MILLIARIA, COHORS II DELMATARUM, COHORS III DELMATARUM MILLIARIA EQUITA CIVIUM ROMANORUM, COHORS IV DELMATARUM, te ALA I MILLIARIA DELMATARUM i ALA II MILLIARIA DELMATARUM. I neke od legija su novačile na području Dalmacije npr. VII CLAUDIA PIA FIDELIS, XI CLAUDIA PIA FIDELIS, IV FLAVIA, XX VALERIA VICTRIX.
Postoji legenda o tome kako je saznao da će postati car još dok je bio mladi časnik.
U to vrijeme je navodno služio na Rajni u području današnjeg Tongresa u Belgiji. Vojnici su bili smješteni po privatnim kućama gdje bi dobili hranu i krevet, a za to su domaćinu platili određenu sumu novca. Za domaćina su Dioklecijan i njegov drug Maksimijan dobili krčmaricu po imenu Drijada (naziv Drijade inače označava šumske vile koje mogu utjecati na sudbinu čovjeka). Nakon objeda koji im je spremila Drijada Diokles je izvadio novac da plati i dao točno onu sumu koju je krčmarica tražila. Na to mu je ova odgovorila da mu ne bi ruka otpala da je dao koji novčić više. Diokles je na to rekao da će biti šire ruke kad postane car. Potom je Drijada rekla: "Dioklese, ne šalite se sa sudbinom, jer ćete uistinu postati imperator, ali kad ubijete sudbonosnog vepra".
Te je riječi Diokles shvatio doslovno pa je stalno išao u lov na veprove (naravno da je to tada bilo užasno opasno, jer se vepar lovio pješice s kopljem i mačem) nadajući se da je možda baš danas ubio sudbonosnog vepra.
Dioklecijanov vojnički talent je prepoznat i on za cara Aurelijana postaje general (Magister militum). S carem sudjeluje u pohodima protiv Palmire i Egipta gdje se odmetnuo Firmo. Za vladavine Proba postaje vojni zapovjednik provincije Mezije. Probov nasljednik Kar postavlja Dioklesa za zapovjednika careve konjaničke tjelesne garde (Comes domesticorum equitum), a 283. godine Diokles je konzul. Kar je poginuo kada je njegov šator udario grom, 283. godine, po povratku iz uspješnog rata s Perzijancima. Nasljeđuju ga njegovi sinovi, Numerijan na Istoku i Karin na Zapadu.

### Proglašenje carem
Diokles pod Numerijanom zadržava svoj položaj zapovjednika careve konjaničke tjelesne garde. U to vrijeme car je u pratnji imao pravu vojsku koja se sastojala od 2 konjičke legije (svaka po 5000 vojnika), te 9 pješačkih kohorti od po 500 vojnika. Tom vojskom zapovijedao je Diokles. Nadalje uz tu pratnju car je imao uz sebe i pretorijance, kojima je tada zapovijedao Numerijanov tast, prefekt Arije Flavije Aper (a aper na latinskom znači - vepar). Postavljanje Apera na taj položaj u Dioklesu je probudilo sjećanje na proročanstvo. 284. godine Numerijan pokreće pohod na Perzijance no ponovo izbija nekakva epidemija među vojskom, te je naređeno vojsci da se, nakon početnih uspjeha, vrati. Numerijan je vjerojatno u strahu od bolesti naredio svojoj pratnji od pretorijanaca da se odvoje od glavnine i ubrzano krenu prema Kalcedonu (današnja četvrt Istanbula). Jednog jutra car je nađen ubijen u svojem šatoru. Ostali generali vojske Orijenta odmah su optužili Apera pošto je on bio odgovoran za carevu sigurnost i dali su ga uhititi. Cijela Numerijanova smrt je obavijena velom tajne i u svemu tome možda ni Dioklesove ruke nisu čiste jer bi se on ovakvim potezom riješio cara i suparnika u borbi za prijestolje u što se Aper zasigurno mogao pretvoriti. Dana 17. rujna 284. godine Diokles je proglašen imperatorom uzimajući ime Dioklecijan. Kronike navode Dioklecijanov pozdravni govor vojsci okupljenoj na ustoličenju u Nikomediji:
"Zdravo ratnici! Za sreću naše Imperije koja je besmrtna i nepobjediva, koliko nas ratna memorija podsjeća, služit ćemo se mačem i kopljem, sve dok ne nastane vječni mir, kad će vrata hrama boga Marsa i Janusa biti zatvorena i kad će mačevi rđati, a plugovi se sjati. Dok to ne postignemo, Jupiteru Bože, Marsu i Belona i naš Mitrase učinite da naša koplja i naši mačevi nikad ne promaše cilj".
Potom je ispred cijele vojske Dioklecijan izveo Apera i ubio ga mačem uz povik: "Napokon sam ubio sudbonosnog vepra". Potom je cijela vojska zapjevala staru vojnu pjesmu "Sunce se na Orijentu rađa". Pjesma ide:
„Tiho u zoru izgleda pustinja,
Sjajni disk Sunca se ukaza,
Zrak u izmaglici oko rastinja.
Pjesma je naša zadnja oaza.
Beskraj pustinje lomi nam tijela,
Kroz pijesak gubi se staza,
Valjda je sudbina tako htjela,
Da nam je duša osjetljiva ko vaza.
Idemo na Orijent, biser u vlasti Rima,
Zbog kojeg je davno s Partima izbila svađa,
Beskrajnom pustinjom hrlimo k njima,
Na krilima pjesme Sunce se na Orijentu rađa.”
Nakon ovog glazbenoscenskog nastupa Dioklecijan je započeo s popunjavanjem svojih legija. Karinu se glazbenoscenski nastup nije nimalo svidio (nakon smrti Numerijana on je trebao biti car cijelog carstva). Karin je bio jako nepopularan i među vojskom i među senatorima (285. spalio je rimsku kuriju pošto je Senat podržao Julijana Panonca kao protucara Karinu). Nakon pobjede nad Julijanom Karin je preko Istre i Panonije s vojskom krenuo na Istok. Dana 1. travnja 285. godine vojske Istoka i Zapada stajale su jedna nasuprot drugoj na ušću Morave u Dunav (oko 100000 vojnika skupa, s time da je Karinova vojska bila nešto brojnija). U toj bitci uz Dioklecijana su Maksimijan, Konstancije I. Klor (budući tetrarh, otac Konstantina Velikog) i general Aristobul. U početku bitke Karin je uspio raširivši svoj poredak obuhvatiti vojsku Istoka na krilima, no bitka je bila neodlučna do momenta kad su sve trube utihnule i vojske se prestale boriti. Ispred vojske Zapada tada su izjahali generali Julije Asklepiodot i Afranije Hanibalijan i obratili se Dioklecijanu : "Pozdravljamo te Imperatore, tiranin je mrtav". Izgleda da je Karina ubio jedan od časnika njegove vlastite vojske kojem je car oteo ženu. Zadovoljni Dioklecijan naređuje da se cijeloj vojsci (Istoka i Zapada) podijeli jedna i pol plaća, te šalje delegaciju u Rim kako bi dobio potvrdu od Senata. Senat ga prihvaća kao cara i on u kolovozu 285. godine stiže u Rim i obnavlja kuriju gdje su se sastajali senatori.
Dana 1. svibnja 285. godine postavlja Maksimijana za svoga suvladara na Zapadu, s time da on za sebe zadržava titulu senior augustusa. Započinje diarhija Dioklecijana i Maksimijana.

### Diarhija
Stupivši zajedno na prijestolje Dioklecijan i Maksimijan dijele carstvo prema odgovornosti. Maksimijan preuzima Zapad, a Dioklecijan Istok. Problemi se počinju javljati na svim stranama i dva augusta se bacaju na njihovo rješavanje. U Galiji je izbio ustanak seljaka i siromašnih robova. Ustanike su zvali Bagaudi (keltski: ratoboran). Maksimijan je prisiljen voditi pravi rat protiv Bagauda sve do 286. godine, a na Dunavu napadaju Germani koji su brzo odbijeni. Te iste 286. godine Dioklecijan odbija Perzijance, a u Britaniji se javlja uzurpator Karauzije kojega su zbog problema u kojima se carstvo nalazilo augusti prisiljeni priznati (barem za neko vrijeme), kao vladara Britanije. Iste godine su u Galiju provalile horde Burgunda i Alemana, a preko Dunava napadaju Sarmati, čije se žene bore skupa s muškarcima, te Kvadi i Jutungi. Očito je situacija u Galiji bila ozbiljna jer Dioklecijan piše Maksimijanu da Rajna mora ostati rimska. Do kraja godine napadači su odbijeni, no problemi se javljaju u donjem Egiptu gdje se pojavljuje novi uzurpator Ahilej podržan od generala Domicija Domicijana, a gornjem Egiptu se bune Blemejci. U Africi napadaju Kvikvegecijani i Mauri, te se general Julijan proglašava augustom u Kartagi. Dva augusta čine se poput vatrogasaca koji ne stignu ugasiti jedan požar, a već bukne drugi. 287. godina je godina novih muka za carstvo. Rajna je ponovo u plamenu, a na Istoku Perzijanci koriste rimsku preopterećenost na drugim frontama i ruše neke rimske utvrde. No pobjeda u oba slučaja na kraju pripada Rimu i napadači su odbijeni. 287. godine Dioklecijan za svoju rezidenciju na Istoku bira Nikomediju i počinje u njoj graditi carsku palaču, hipodrom, hramove... Maksimijan vlada u Mediolanumu (današnji Milano).
Dioklecijan sebe proglašava reinkarnacijom Jupitera na zemlji, a Maksimijana reinkarnacijom Herkula, Jupiterova sina. Legije u pratnji augusta tada dobivaju počasne nazive Iovienses, odnosno Herculienses. 288. godine odbijeni su Saraceni koji vrše stalan pritisak na karavanski put Circesij – Palmira – Emesa - Tripoli. 289. godine preko Dunava pritišću Sarmati, no bivaju poraženi od Konstancija Klora kod Durostura na Dunavu (barbari u napadu formiraju klin kojim pokušavaju što dublje ući u rimski poredak, te potom savijaju krila nastojeći obuhvati Rimljane te ih prisiliti na borbu koja prelazi u nered gdje se barbari bolje snalaze). Na Istoku Galerije ponovo odbija Perzijance odbacivši ih preko Eufrata. 290. godine Dioklecijan vodi pohod na Blemejce u gornjem Egiptu skupa s Galerijem i pobjeđuje. Na povratku u Sirmij nanosi poraz Saracenima u Siriji koji jašu na devama i na konjima. Inače jahači na devama predstavljaju problem suparničkoj konjici jer konji ne podnose miris deva, pa se zato protiv deva koriste pješaci koje potpomažu kao pričuva, oklopljeni konjanici katafrakti, udarajući devama na bokove i leđa.
Godine 290. završava dobro po Carstvo i augusti održavaju veličanstveni trijumf u Rimu. Od 290. – 294. godine s nekoliko prekida Dioklecijan je u Sirmiju gdje radi na reformama koje će se početi primjenjivati 293. godine. 291. godine nova se opasnost nadvila nad carstvo. Masa Gota provaljuje preko Dunava, no rimska vojska je nadahnuta novim augustima, moral je na visini i u nekoliko bitaka Goti su potisnuti prema Nassiusu (Nišu). Tu ih se skupilo oko 100 000. I Rimljani skupljaju vojsku, prvenstveno konjicu. Poraz u ovoj bitki mogao bi pokvariti sve što je dotad učinjeno. Uz Dioklecijana su Galerije i Konstancije Klor. Goti su brojniji u pješaštvu, a borbenim poretkom natkriljuju Rimljane. Na lijevom krilu napada Konstancije s lakom dalmatinskom konjicom. Na njega Goti šalju svoju tešku konjicu koja udara Dalmatincima u bok. Potom Dioklecijan naređuje napad svojem pješaštvu, a Galerije s katafraktima legije TERTIA DIOCLETIANA CATAPHRACTORUM ulazi u prostor koje je napustila gotska konjica i odvaja gotsko pješaštvo od konjice. Rimsko pješaštvo koristi tada po prvi put novo oružje, olovne kugle privezane na kožne remene. Ratnici s tim oružjem se zovu martiobarbuli. Gdje udare olovne kugle, pa čak i preko oklopa pucaju kosti. Dioklecijan potom uvodi pričuvu. Konjička legija V MACEDONICA napada Gotsku pričuvu, a laka sirijska konjica legije II IOVIENSES zatvara obruč oko Gota. Tek nakon pola dana Konstancije se uspijeva spojiti sa Sirijcima. Rimski gubici su veliki, no Goti su doživjeli katastrofu (više od 50 000 ostalo ih je ležati kraj Nassiusa). Senat daje Dioklecijanu titulu GOTICUS MAXIMUS. Iste godine Dikolecijan odlučuje podići najveće terme u cijelom carstvu u Rimu (građene su od 298 - 306). Godine 292. šalje Konstancija u preventivni pohod na Sarmate u kojem rimska vojska stiže sve do Dona.
Dioklecijan uviđa da je Carstvo preveliko za dva augusta da ga brane, pa 1. ožujka ili 1. svibnja 293.godine (neki izvori spominju 291. i 292. godinu) uvodi tetrarhiju. Dioklecijan uzima za suvladara na Istoku cezara Galerija (uzima za ženu Dioklecijanovu kćer Valeriju), dok na Zapadu Maksimijan cezarom proglašava Konstancija Klora (on se ženi Maksimijanovom pastorkom Teodorom). Ovu odluku je Dioklecijan dobro promislio. Na Zapadu je više vojnički orijentiranom Maksimijanu dao za cezara mudrog Konstancija ("Gdje je Konstancije, tamo kao da sam ja" - znao je govoriti Dioklecijan), dok je sebi izabrao golemog Dačana Galerija pogrdno zvanog govedar (armentarius) pošto se njegova obitelj u prošlosti bavila stočarstvom. No nadimak govedar može imati i druge konotacije ako se zna da se Galerije znao boriti u cirkusu s medvjedima, a navodno je pobijedio i do tada nepobjedivog gladijatora Vandala Liosa. On će postati Dioklecijanov mač carstva. Dioklecijan je smislio tetrarhiju na sljedeći način: Dioklecijan je senior august, a Maksimijan junior august; Galerije je senior cezar, a Konstancije junior cezar. Augusti će vladati 20 godina, a nakon toga se povlače, te cezari zauzimaju njihova mjesta, s time da Dioklecijan i Maksimijan prije napuštanja prijestolja biraju cezare za Galerija, tj. Konstancija. Neće trebati dugo da Dioklecijan uvidi da za ljudsku ambiciju nema pravila.

### Tetrarhija
Dioklecijan uvodi novu administrativnu podjelu carstva. Formirane se 4 prefekture i to: ORIJENT (Dioklecijan u Nikomediji), ILIRIK (Galerije u Sirmiumu), ITALIJA (Maksimijan u Mediolanumu) i GALIJA (Konstancije u Augusti Treverorumu). Prefekture se dijele na dijaceze kojih ima 12 (ORIENTIS, PONTICA, ASIANA, THRACIA, MOESIA, PANNONIARUM, BRITTANNIARUM, GALLIARUM, VIENNENSIS, HISPANIARUM, ITALICIANA i AFRICA), a dijaceze na provincije (Dioklecijan je od prethodnih 57 provincija stvorio 101).
Neprijatelji Rima nisu posebno impresionirani novim cezarima. Na Dunavu ponovo napadaju Sarmati, Karpi, Kvadi, Jutungi, Goti …. Preko Rajna prodiru Franci, Saksonci i Alemani koje Konstancije uspijeva poraziti kod Lingonosa 294.godine. Ali, na Istoku se javlja prava opasnost.
Od 293. godine Perzija ima novog kralja – Narseja. Ambiciozni kralj iste godine napada Mezopotamiju i Siriju, te zauzima Hatru i još neke rimske garnizone. Dioklecijan na Perzijance pokreće veliku vojsku. Konzul Kasije zapovijeda s 5 legija, te mu je naređeno da brani Siriju. Za to vrijeme Galerije sa 6 legija kreće prema Palmiri, a Dioklecijan s 4 legije kreće također prema Palmiri, ali drugim putem. Rimljani žele uhvatiti Perzijance u klopku. Galerije ostvaruje kontakt s Perzijancima kod Palmire prije Dioklecijanovog dolaska i zbog njihove brojčane premoći prisiljen je povući se prema samom gradu. Rimljani trpe udare perzijskih katafrakata, no tada se iznenada na Narsejevom desnom boku pojavljuje Dioklecijan. Perzijanci su uhvaćeni između dvije vojske no dobivaju neočekivanog saveznika – pješčanu oluju, te se uspijevaju povući pred napredujućim Rimljanima. 293. godine umire Karauzije, a nasljeđuje na Alekto. Konstancije to odmah koristi oduzimajući Alektu posjede u Galiji (provincija Batavija i luku Gesioracum), te započinje pripreme za invaziju Britanije (296. godine). Za to vrijeme Dioklecijan se sprema očistiti Egipat od pobunjenika (među kojima su bili i kršćani). 1.svibnja 295. godine kreće na Egipat s vojskom od 70 000 vojnika podijeljenih na 4 taktičke grupe:
1. Dioklecijan 25 000 vojnika
2. Galerije 20 000 vojnika
3. Konzul Tusco 10 000 vojnika
4. Konzul Anulio 15 000 vojnika

Egipatska kampanje trajat će sve do proljeća 298. godine kada je zauzeta Aleksandrija.
Postoji priča o zauzimanju Aleksandrije. Dioklecijan je izdao naredbu OCCUPATIO BELLICA kojom je stanovništvo prepušteno na milost legionarima. Krv je tekla potocima dok su legionari ubijali sve što se micalo. Ulice su bile pune krvi i na jednom se trgu Dioklecijanov konj arapske pasmine poskliznuo i pao skupa s Dioklecijanom. Car je to shvatio kao upozorenje bogova, te naredio prekid krvoprolića. Kao zahvalu što ih je poštedio, građani Aleksandrije su taj trg nazvali HYPOS DIOCLETIANOS, te su plemenitom konju podigli spomenik.
Za vrijeme te kampanje (296/297) ponovo su Perzijanci napali Mezopotamiju, te Dioklecijan šalje Galerija s njegovom taktičkom grupom prema Siriji upozoravajući ga da stoji u defanzivi i čeka njega i glavninu da stignu, te da se nikako ne da namamiti od Perzijanaca u klopku. Galerije, željan slave, nije poslušao svog Augusta, te upada u klopku u blizini Carrhae (isto mjesto gdje je nastradao Kras 53. pr. Kr.). Jedva je uspio spasiti oko 10 000 vojnika skupa s ranjenicima. Dioklecijan je užasno ljut na Galerija i naređuje mu da se vrati u ILIRIK, te stvori novu vojsku za rat s Perzijancima. Na Zapadu 296. godine Konstancije zajedno s generalom Asklepiodotom napada Britaniju, poražava Alekta i ponovo vraća to područje carstvu (pritom se legije koje su u Britaniji služile uzurpatorima decimirane). Maksimijan 296/297 pobjeđuje generala Julijana, te Kvinkegecijane i smiruje Mauretaniju. Carstvo se sada moglo okreniti Narseju koji je nakon Galerijevog poraza zauzeo rimsku Mezopotamiju.
Galerije traži priliku za iskupljenje i Dioklecijan izlaže plan napada, ističući da je ovo njegov posljednji rat, bilo da izgubi ili pobijedi. U slučaju uništenja rimske vojske naređuje generalu Liciniju da preuzme zapovjedništvo vojske Orijenta. Dioklecijan će preko Circesija krenuti prema Singari i Tigrisu sa 7 legija lake konjice, 3 legije katafrakata, te 10 pješačkih legija i topništvom (Dioklecijanova kolona bila je duža od 20 milja). Galerije će krenuti 20 dana prije Dioklecijana s 2 legije katafrakata i 4 legije lake konjice i nastojat će preći Tigris sjevernije kod Bezabde, te na taj način ostati neprimjećen od Perzijanaca. Dioklecijan upada u Mezopotamiju i vodi manje bitke s perzijskim generalima Barbaborsusom i Arhapetesom koji ga mame sve dublje prema Tigrisu gdje ga namjeravaju uništiti uz pomoć Narzejeve vojske. Narzej je tada boravio u logoru kraj Tigrisa i nije ni slutio da ga motre rimski izviđači. Galerije je uspio neprimjećen prijeći Tigris i naletio je na kraljev logor. Dijeli svoju vojsku na dva dijela: on će voditi legije VII CLAUDIA, XI CLAUDIA i V MACEDONICA, dok će Maksimin Daja voditi IV FLAVIA, XIII GEMINA i I ITALICA. Rimljani napadaju perzijski logor čim je pala noć, brojne baklje iz logora osvijetljavale su im put. Perzijanci su izneneđeni, logor je zauzet, zarobljeno 3000 ljudi, mnogo konja i oružja. Narsej se jedva spasio ranjen mačem u rame (spasili su ga tzv. Besmrtni čuvajući mu odstupnicu). Pobjedonosne rimske vojske sastaju se u srcu Mezopotamije, osvojena je perzijska prijestolnica Ktezifont i svi su se perzijski garnizoni između Eufrata i Tigrisa predali. 298. je potpisan mir u Nisibisu kojim će Perzijanci napustiti sve okupirane provincije sjeverno od Tigrisa, a granica dviju država ići će crtom jezero Van – Bezabda – Tigris – Niniva – Singara – Duro Europhus – Eufrat. Za vrijeme pregovora Dioklecijan je poslao pismo Narseju:
"Kralju Kraljeva, šaljem Vam pozdrave i želim Vam brzo ozdravljenje od rana što su Vam ih zadali moji legionari koji zaslužuju kaznu jer su se usudili podići mač na božansko biće. Nadam se da ste uvidjeli kao i ja da je sreća nestalna, hirovita i da se njezini udarci ne mogu predvidjeti. Zbog toga vam preporučujem da prije nego što ponovo napadnete na Rimsku Imperiju pročitate ovu poruku".
Nakon svih pobjeda Augusta i cezara održane je golemi trijumf u Rimu 302. godine. Trijumf je bio jedan od najkraćih (3 mjeseca) i ujedno posljednji kojeg je jedan rimski car održao u Rimu. Dioklecijan je bio sve bolesniji, izgleda da je patio od reume. U isto vrijeme Galerije je sve više navaljivao smatrajući da je došlo njegovo vrijeme da on postane august. Bolest ga je onemogućavala da obavlja svoje državničke poslove kako treba. Došlo je vrijeme da abdicira skupa s Maksimijanom.

### Dioklecijanove reforme
Dioklecijan se za vrijeme svoje vladavine oslanjao na vojsku koja pod njegovim direktnim zapovjedništvom u 20 godina nije doživjela poraz, a i svaki rat carstva završio je u konačnici pobjedom Rimljana (Napoleon je u razgovoru s generalom Marmontom nazvao Dioklecijana najvećim žandarom u povijesti). Dioklecijan je isticao FIDES MILITIUM (vojničku vrijednost), VIRTUS MILITIUM (vojničku vrlinu) i CONCORDIA MILITIUM (vojničku slogu). Umjesto pretorijanaca uveo je kao zaštitnu jedinicu KANDIDATE ( PROTECTORES SCHOLAE PALATINAE – MILITES PALATINI). Od tuda je poslije nastao naziv paladini u srednjem vijeku za najbolje kraljeve vitezove. U IV. stoljeću se spominje 12 kohorti SCHOLAE i to 7 na Istoku i 5 na Zapadu (svaka s po 500 ljudi). Za obranu granice brinuli su se slabo pokretni limitanei koji su trebali zadržati neprijatelja do dolaska glavnine carske vojske comitatensesa (udarne trupe, većinom konjice) za čije su brže kretanje građene STRATA DIOCLETIANA. Vojska je od Augustovih 350 000 vojnika narasla pod Dioklecijanom na 550 000, a broj legija se povećao s 30 (pod Trajanom) na 60. Istovremeno se broj legionara po legiji smanjio s 5500 na 1500 – 3500, poradi bolje pokretljivosti.
Raniji porezi nisu osiguravali dovoljno sredstava pa je Dioklecijan pristupio izmjeni poreznog sustava po sistemu CAPITATIO (obaveza svakog građana da plaća porez po glavi – CAPUT) – IUGATIO ( iugum – zaprega volova, Iuger = 2.518 m2, porez na obradivu zemlju, plaćali su ga svi zemljoposjednici). Zbog pada vrijednosti novca porez se plaća u naturi. Porez se nazivao ANNONA ili ANNONA MILITARIS. Gradsko stanovništvo bez zemlje plaćalo je porez u novcu (CAPITATIO PLEBEIA – TRIBUTUM CAPITIS). Ovim poreznim sustavom najviše su bili opterećeni siromašniji staleži.
286. godine izdaje zlatni kovani novac AUREUS (od funte zlata iliti 327.45 grama kovano je 60 aureusa). Nekoliko godina kasnije izdaje bivši Neronov srebrenjak, sada pod nazivom ARGENTEUS težine 3.41 grama srebra (293. ili 294. godine). A 295. ili 296. godine uvodi novčić od bronce presvučen srebrom (FOLLIS), te brončani novčić ANTONINIANUS. Odnosi vrijednosti novca bili su sljedeći :
- Aureus - 24 argentusa
- Argentus - 5 follisa
- Follis - 5 antoninianusa

Vrijednost novca nije se uspjela zadržati sve do Konstantinovih reformi.
Rimski pravnik Ulpianus je govorio : PRINCEPS LEGIBUS SOLUTUS – Careva je riječ zakon. Zakonodavna vlast se za Dioklecijana zasnivala na sljedećim carskim konstitucijama:
- Edictum – opće pravne obaveze za građane i vlast
- Decreta – usmeno carevo mišljenje ili rješenje slučaja

RESCRIPTA – pismeno carevo objašnjenje, koje se izvodilo na dva načina:
- Epistula – pismeno rješenje
- A libelus – pismena primjedba na molbi, žalbi ili pismu stranke (SUBSCRIPTIO)

Dioklecijan se osobito koristio reskriptama. U njegovo vrijeme napušteno je korištenje MANDATA (upute carskim činovnicima prema kojima su onda oni tumačili zakone). Smatra se da je Dioklecijan izdao više carskih konstitucija nego bilo koji rimski car (preko 2000). U pravnom sustavu Dioklecijana nova je samo forma, a sadržaj je isti. Kodifikaciju carskih konstitucija za Dioklecijana obavila su dva velika pravnika onoga vremena, oba porijeklom s Orijenta i to Gregorianus (izdao CODEX GREGORIANUS 291.godine), te Hermogenianus (CODEX HERMOGENIANUS izdan 295.godine kao dodatak prethodnom CODEXU GREGORIANUS).
Jedno od značajnih Dioklecijanovih dostignuća bio je Edikt o cijenama (Nikomedija, 301. godine) u kojem on točno propisuje cijene svakog proizvoda i radne snage, te predviđa smrtnu kaznu kako za prodavača, tako i za kupca uz obrazloženje : „ … i neka nitko ne smatra ovu odluku surovom jer je svakome pružena mogućnost da izbjegne kaznu ako se drži umjerenosti“. No u stvarnosti edikt se nije mogao provoditi jer nije mogla biti ista cijena nekog proizvoda na bogatom Istoku i siromašnom Zapadu. Evo nekih cijena i nadnica:
- Cipele – 60 do 150 denara
- Vino - 8 do 70 denara
- Kokoš – 60 denara
- Sir - 20 denara
- Maslac- 70 denara
- Govedina – funta 8 denara
- Svinjetina – funta 20 denara
- Morska riba – funta 70 denara
- Poljodjelski radovi – 25 denara plus hrana
- Tesar, stolar - 50 denara
- Klesar - 60 denara
- Ličilac - 75 denara
- Kovač, pekar - 50 denara
- Brodograditelj- 50 denara
- Učitelj, po djetetu – 50 do 200 denara
- Odvjetnik – 250 denara po tužbi
- Šišanje, brijanje – 2 denara

Dioklecijan je poznat kao jedan od najvećih progonitelja kršćana. U početku nije bilo tako. Treba znati da su Dioklecijanova žena Priska i njegova kći Valerija također bile kršćanke. Dioklecijan je imao dvojbi oko progona kršćana ( jednom je u razgovoru s Galerijom sa žaljenjem konstatirao decimiranje Legio Tertia Thebais zbog snažnog kršćanskog elementa unutar te jedinice, a ta je legija bila jedna od najboljih Dioklecijanovih jedinica). No Galerije ga je stalno podbadao ističući da su kršćani unutrašnji neprijatelj carstva. Ako znamo da se Dioklecijan proglasio Gospodarom i bogom, što kršćani nisu priznavali (jer za njih postoji samo jedan Bog), jasniji nam je razlog sukoba. Stoga car izdaje Prvi edikt protiv kršćana 23. ili 24. veljače 303. godine, a zatim je izdano još nekoliko edikata od kojih je uz četvrti (ožujak ili travanj 304. godine) vezana smrt solinskih mučenika (Domnius, Anastasius). Spominju se direktno vezana uz Dioklecijana i pogubljenja, 306. godine, kipara kršćana na Fruškoj Gori, koji su odbili za cara napraviti kipove poganskih božanstava, kao i pogubljenja 4 carska gardista koji se nisu htjela odreći kršćanstva, a treba spomenuti i panonskog konjaničkog centuriona Georgija koji je tada također pogubljen (sv. Juraj). Možda je najveća ironija u svemu ovome to što je upravo najveći zagovornik progona kršćana Galerije bio prvi car koji je neposredno pred svoju smrt 30. travnja 311. godine izdao epistulu (proglas) o slobodi kršćanskog vjerovanja.
Dioklecijan je za svoje vladavine puno gradio. Uz već prije spomenute terme u Rimu (zahvaćale površinu 380 x 370 metara) uz njega je vezana obnova Kurije nakon što ju je Karin zapalio, obnova akvedukta u Rimu, izgradnja slavoluka ARCUS NOVUS, spomenik tetrarsima, obnova amfiteatra u Veroni, brojne građevine u njegovoj prijestolnici Nikomediji, obnova Palmire, brojne ceste zvane STRATA DIOCLETIANA, obnova teatra u Saloni, Dioklecijanova palača kraj Salone….

### Napuštanje prijestolja
Dana 1. svibnja 305. godine car službeno napušta prijestolje iako su ga do kraja života titulirali augustom. Oko njegovog napuštanja trona ima mnogo pitanja. Zadnja otkrića u Dioklecijanovoj palači govore da je car uselio u palaču prije nego što je bila gotova, pa iz toga proizlazi da je bio primoran abdicirati. Zna se da je car bio bolestan i da ga je sve više u njegovim poslovima zamijenjivao Galerije koji je pritiskao na starca da se povuče kako bi on postao senior augustus. Također Dioklecijan je po svojoj zamisli trebao izabrati cezara za Galerija (on je htio da to bude ne samo dobar vojnik nego i uspješni upravljač). Dioklecijan je za cezare na umu imao Konstantina (sin Konstancija Klora) koji se već do tada istaknuo u Dioklecijanovim pohodima na Istoku, te Maksimijanovog sina Maksencija. Unatoč Dioklecijanovoj želji za cezare su izabrani Sever na Zapadu, kao podčinjen Konstanciju Kloru (junior augustus), te general Maksimin Daja, sin Galerijeve sestre (Galerije s Valerijom nije imao djece, a imao je vanbračnog sina Kandidijana), kao podređeni Galeriju (senior augustus). Iz ovoga se vidi da Dioklecijan više praktično nije ni vladao carstvom, a očito je slutio da će uskoro doći do međusobne borbe među tetrarsima pošto nije postojala jaka figura koja bi ga mogla naslijediti (osim Konstantina, no on je tada bio još relativno mlad). I tako je prvog dana svibnja u Nikomediji pred svojim postrojenim nepobjedivim legijama skinuo sa sebe grimizni plašt i predao ga uz riječi: „… primi na sebe Jupiteru ono što si mi pozajmio…“. Tada je car sišao s pozornice, a Laktancije kaže
„ … Diokles tada siđe i na kolima prođe kroz grad, isluženi car bijaše otpušten u domovinu…“.
Slično je učinio i Maksimijan, no on se uputio na jug Italije, a ne u Sirmium gdje je rođen. Nedugo po Dioklecijanovoj abdikaciji započinju problemi. Konstancije I. Klor umire 306. godine, a njegova vojska proglašava za augusta Konstantina. Istodobno nezadovoljni građani Rima koji je sve više propadao napušten kao prijestolnica proglašavaju Maksencija carem (27. ili 28. listopada 306.godine). To odmah koristi Maksimijan kako bi se vratio na vlast. Galerije šalje Severa na Maksencija, no Severova vojska je bivša Maksimijanova i prelazi Maksenciju i njegovu ocu Maksimijanu. Sever je ubijen. Galerije kreće na Rim, ali njegova vojska nije previše brojna za opsadu i on se povlači. Maksimijan potom odlazi u Galiju i daje Konstantinu za ženu svoju kćer Faustu. Krajem 307. godine dogovoren je sastanak augusta u Carnuntumu kako bi službeno potvrdili Licinija za novog Cezara, no neslužbeno da bi riješili međusobne probleme. Sastanku, uz Galerija, Konstantina, Maksimina Daju i Licinija, prisustvuje i Maksimijan koji se želi vratiti na vlast. I Dioklecijan je prisutan, te mu augusti u nemogućnosti da se dogovore nude da se vrati na tron (ovako bi se i Maksimijan vratio, pa je on gurao tu ideju). Tada je starac izrekao svoju legendarnu rečenicu:
"Da vam je moguće vidjeti u Saloni kupus, što sam ga svojom rukom zasadio, sigurno vam ne bi došlo na um, da to od mene tražite“.
Ovom rečenicom car kao da je izrekao svoju razočaranost augustima i njihovim nezalaganjem za dobro imperija. Maksimijan 308. pokušava preko kćeri Fauste otrovati Konstantina, no ona je vjerna supruga te to priznaje mužu. Potom se Maksimijan dao proglasiti augustom, no vojska ga napušta te se on ubija vješanjem 310. godine (pokopan je u bijeli kameni sarkofag kao obični građanin umjesto u carski porfirni sarkofag). Galerije umire između 5. i 15. svibnja 311. u Nikomediji, te nakon toga započinje sukob među augustima. Stvaraju se dva bloka. Konstantin i Licinije se udružuju protiv Maksimina Daje i Maksencija. 28. listopada 312. kod Mulvijeva mosta Konstantin pobjeđuje Maksencija i postaje vladar Zapada. Pritom mu je navodno kršćanski Bog donio pobjedu jer je na nebu vidio križ s natpisom In Hoc Signo Vinces - „Pod ovim ćeš znakom pobijediti” (ovu parolu ima hrvatska 4. gardijska brigada Pauci na svojoj zastavi). Vjerojatno je to izmišljeno kako bi se privukli kršćanski vojnici u službi Maksencija na stranu Konstantina. Licinije pobjeđuje Maksimina 30. travnja 313. godine kod Hadrianopolisa, te postaje vladar Istoka. Pobjednici potom, 13. lipnja 313. godine, zajednički izdaju u Milanu Edikt o vjerskoj toleranciji. No idila između dva cara nije dugo trajala, te izbija rat. U prvom ratu Konstantin pobjeđuje kod Cibala 8. listopada 314., dok je bitka u Traciji bila neodlučna. Mirom Konstantin dobiva cijeli Balkan osim Tracije. Novi rat izbija 324. godine kada Konstantina definitivno pobjeđuje Licinija kod Hadrianopolisa i postaje vladar cijelog carstva. Iste godine započinje s gradnjom Konstantinopolisa koji je posvećen 11. svibnja 330. godine, za Novi Rim (staro proročanstvo je kazivalo da će rimska vlast nad svijetom trajati sve dok se ponovo ne osnuje Troja u Maloj Aziji).

### Smrt
Dioklecijan je svoje posljednje dane proveo u svojoj palači. Smatra se da je umro 3. prosinca 316. godine, iako se ističu i 313. godina, pa i 315. godina, kao moguće godine njegove smrti. Nije se miješao u sukobe careva i nastojao je biti neutralan no u to vrijeme to je bilo teško. Kada je Licinije pobijedio Maksimina Daju dao je ubiti Dioklecijanovu ženu Prisku i kći Valeriju (udovicu Galerija), krajem 315. ili početkom 316. godine, koje nisu s Dioklecijanom bile u Saloni već su ostale živjeti u Nikomediji, a kako bi uklonio moguću opasnost za svoju vlast pošto je Valerija nekad bila careva žena, a i Maksimin Daja ju je prosio, što su ona i Dioklecijan odbili. Dioklecijan nije puno pažnje posvećivao obitelji zbog državničkih poslova, no očito ih je volio jer Laktancije kaže kako je Dioklecijan reagirao na vijest o ubojstvu žene i kćeri : „ Sit života, Dioklecijan je umro od gladi i žalosti“.
Jednom prilikom, dok je prolazio s vojskom kroz pokrajinu Komagenu kraj Eufrata jedna mu je proročica rekla da će mu mač donijeti veliku slavu, ali da zbog toga neće biti sretan.

## Biješke
1. ↑  Barnes, New Empire, 4.
2. ↑  Šušnjar, Bogdan, Sveti Dujam i salonitanski mučenici, str. 101.
3. ↑  Dioklecijan Hrvatska enciklopedija (LZMK)

## Vanjske poveznice
- Dioklecijan, Gaj Aurelije Valerije Hrvatska enciklopedija (hrv.)
- Dioklecijan, Gaj Aurelije Valerije Proleksis enciklopedija (hrv.)
- - Diocletian (engl.)
- Diocletian - Catholic Encyclopedia (engl.)
- Diocletian - Encyclopedia Britannica (engl.)

| Prethodnik:                                | Rimski car Suvladar: Maksimijan (286. – 305.) Galerije (293. – 305.) Konstancije I. Klor (293. – 305.) | Nasljednik:                                              |
| Numerijan (283. – 284. Karin (283. – 285.) | Rimski car Suvladar: Maksimijan (286. – 305.) Galerije (293. – 305.) Konstancije I. Klor (293. – 305.) | Galerije (305. – 311.) Konstancije I. Klor (305. – 306.) |